# Tumed Hữu
kỳ Tumed Hữu (tiếng Trung: 土默特右旗; bính âm: Tǔmòtè Yòuqí, Hán Việt: Thổ Mặc Đặc hữu kỳ) là một kỳ của địa cấp thị Bao Đầu, khu tự trị Nội Mông Cổ, Trung Quốc. Kỳ nằm cách trung tâm thành phố Bao Đầu 59 kilômét (37 mi) về phía tây.

### Trấn
- Mỹ Đại Chiêu (美岱召镇)
- Táp Tạp Tề (萨拉齐镇)
- Song Long (双龙镇)
- Tướng Quân Nghiêu (将军尧镇)
- Câu Môn (沟门镇)

### Hương
- Tô Bốc Cái (苏卜盖乡)
- Hải Tử (海子乡)
- Tiểu Chiêu Tử (小召子乡)

### Ủy ban quản lý
- Ủy ban quản lý Cửu Phong Sơn (九峰山管委会)
- Ủy ban quản lý khu công nghiệp Tân Hình (新型工业园区管委会)
- Ủy ban quản lý khu lưu trữ than Đại Thành Tây (大城西煤炭物流园区管委会)